# Bobolice (Niegowa)
Bobolice ist eine Ortschaft mit einem Schulzenamt der Landgemeinde Niegowa im Powiat Myszkowski der Woiwodschaft Schlesien in Polen.

## Geschichte

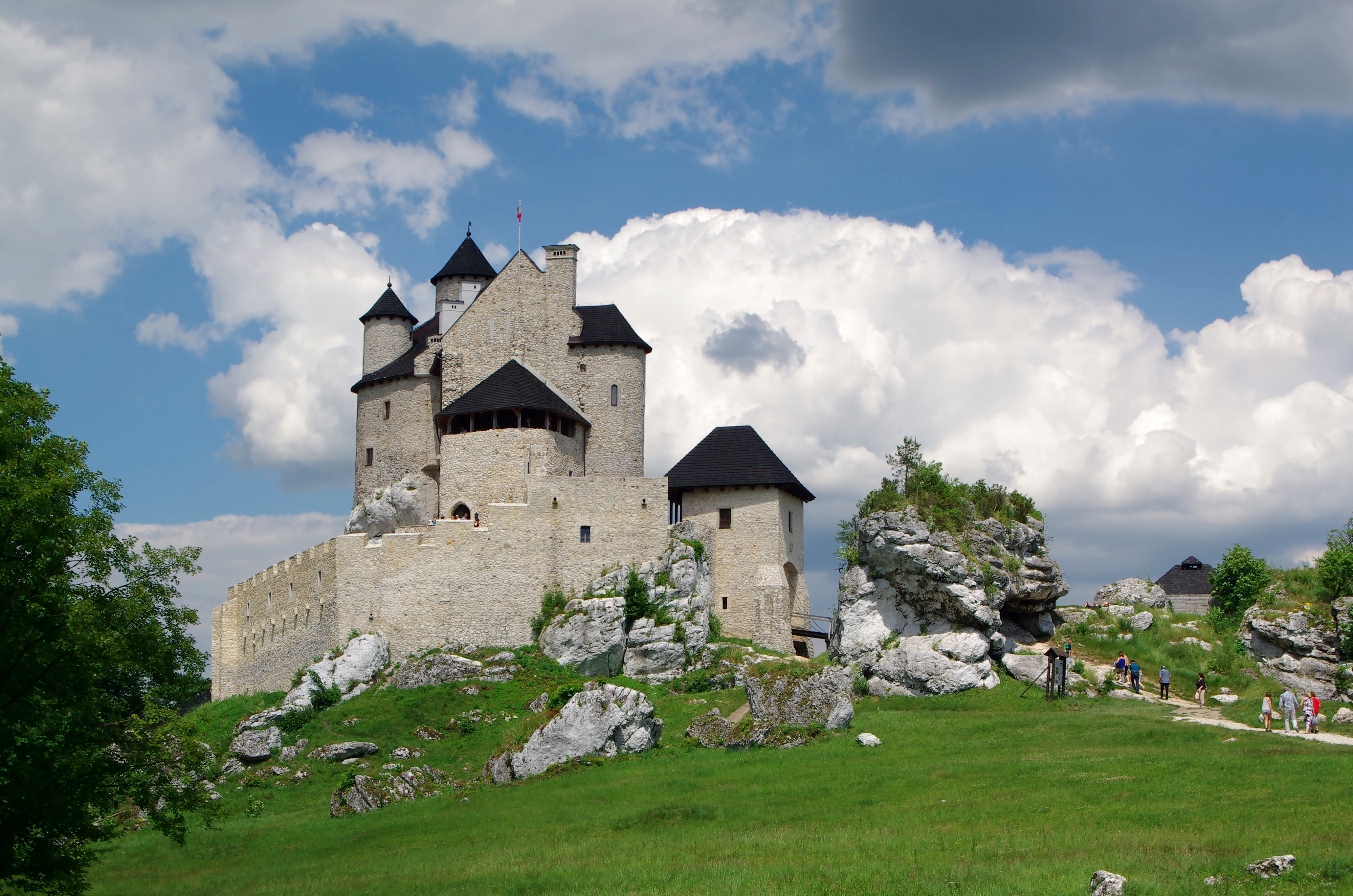
Burg Bobolice, eine der Adlerhorst-Burgen

Der Ort Bobolice wurde im Jahr 1370 erstmals urkundlich erwähnt, als das Dorf, mit anderen benachbarten Orten und der um 1350 gegen das böhmische Schlesien erbauten Burg, vom polnischen König Ludwig von Anjou dem Oppelner Herzog Wladislaus II. verliehen wurde. Der patronymische (Suffix -ice) Ortsname ist vom Personennamen Bobola (bób – Ackerbohne) abgeleitet.
Bobolice kam zum Besitz des Königreichs Polen im Jahr 1396, obwohl es schon 1394 vom König Władysław II. Jagiełło aus dem polnischen ins deutsche Recht übertragen wurde. Danach gehörte der Ort zum Kreis Lelów der Woiwodschaft Krakau, ab 1569 in der Adelsrepublik Polen-Litauen. Nach der Dritten Teilung Polens von 1795 bis 1807 gehörte das Dorf zum preußischen Neuschlesien. 1807 kam es ins Herzogtum Warschau und 1815 ins neu entstandene russisch beherrschte Kongresspolen.
Nach dem Ende des Ersten Weltkriegs kam Bobolice zu Polen, Woiwodschaft Kielce. Unterbrochen wurde dies nur durch die Besetzung Polens durch die Wehrmacht im Zweiten Weltkrieg. Es gehörte dann zum Generalgouvernement.
Von 1975 bis 1998 gehörte Bobolice zur Woiwodschaft Częstochowa.